# Cerisy-Belle-Étoile
Cerisy-Belle-Étoile is een gemeente in het Franse departement Orne (regio Normandië) en telt 734 inwoners (2004). De plaats maakt deel uit van het arrondissement Argentan.

## Geografie
De oppervlakte van Cerisy-Belle-Étoile bedraagt 13,3 km², de bevolkingsdichtheid is 55,2 inwoners per km².
De onderstaande kaart toont de ligging van Cerisy-Belle-Étoile met de belangrijkste infrastructuur en aangrenzende gemeenten.

## Demografie
Onderstaande figuur toont het verloop van het inwonertal (bron: INSEE-tellingen).